# United States Army Criminal Investigation Command
Pour les articles homonymes, voir CID.
Le United States Army Criminal Investigation Command aussi connu sous le nom de Criminal Investigation Division  (CID) enquête sur les violations des lois militaires au sein de l'United States Army.
Les missions de la CID sont de :
- conduire et diriger toutes les enquêtes sur les crimes et délits commis au sein de l'United States Army ;
- fournir les services de la CID à toutes les unités de l'United States Army qui en ont besoin ;
- informer et contrôler les infractions à la réglementation sur les substances contrôlées, telles que mentionnées dans le titre 21, Section 812 du code des États-Unis ;
- organiser et fournir le personnel de sécurité pour le département de la Défense, l'United States Army, ainsi que toutes les autorités qui le nécessitent ;
- répondre à toute demande de renseignement et d'analyse dans son domaine ;
- conduire toute mission d'enquête ou autre diligentée par le chef d'état-major de l'United States Army ou toute autorité supérieure.

## Galerie de photographies

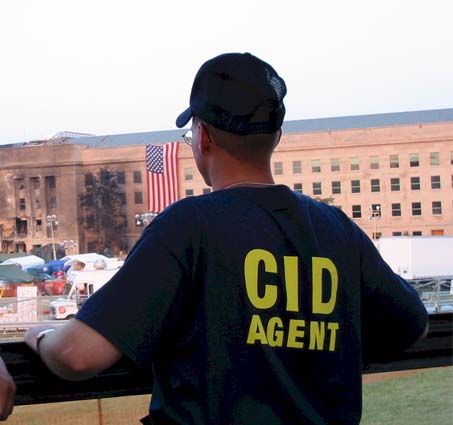
Agent du CID au Pentagone
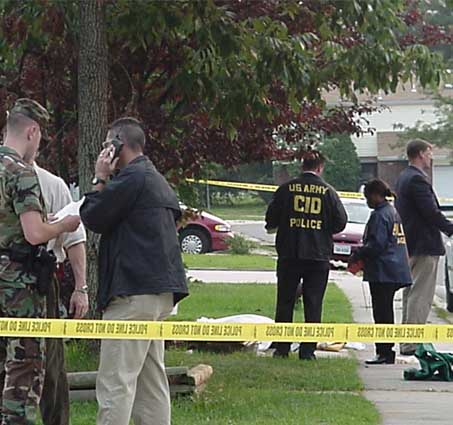
Scène de crime du CID
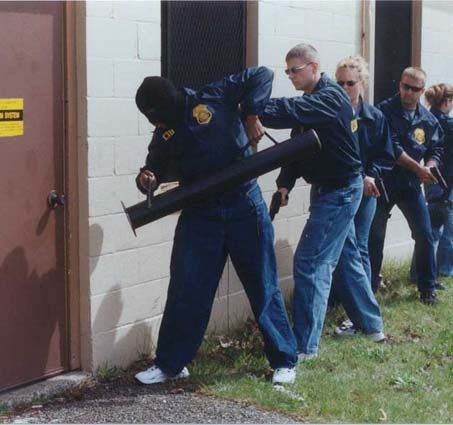
Intervention d'une équipe du CID